# نيكلاس شميدت
نيكلاس شميدت (بالألمانية: Niklas Schmidt)‏ (1 مارس 1998 بكاسل في ألمانيا - ) هو لاعب كرة قدم ألماني في مركز الوسط. لعب مع فيردر بريمن.

## روابط خارجية
- نيكلاس شميدت على موقع الاتحاد الأوربي (الإنجليزية)
- نيكلاس شميدت على موقع قاعدة بيانات كرة القدم.إي يو (الإنجليزية)
- نيكلاس شميدت على موقع بيانات كرة القدم. دي إي (الألمانية)
- نيكلاس شميدت على موقع ليكيب (الفرنسية)
- نيكلاس شميدت على موقع Soccerway.com (الإنجليزية)
- نيكلاس شميدت على موقع عالم كرة القدم.نت (الإنجليزية)
- نيكلاس شميدت على موقع AS.com (الإسبانية)